# Атанасий Берски
Атанасий (на гръцки: Αθανάσιος, Атанасиос) е православен духовник, митрополит на Вселенската патриаршия.

## Биография
Атанасий е берски митрополит, известен от Кондика, съхранявана в Националната библиотека в Атина. Възможно е да съвпада с химнографа Атанасий, автор на произведение за Свети Антоний Нови Берски, публикувано за пръв път в Москополе в 1746 година.